# Ligne de tramway I (TELB)
Pour les articles homonymes, voir Ligne I.
La ligne I est une ancienne ligne du tramway de Lille.

## Histoire
La ligne ouverte en traction hippomobile en 1879 reliait la place de la gare à Canteleu par la rue Nationale, la place de Tourcoing (actuelle place du Maréchal-Leclerc), la rue de la Bassée et le rue de Turenne et la porte de Dunkerque.
Elle fut convertie en traction électrique en 1903 et prolongée jusqu'à Lomme. Elle partageait son parcours avec la ligne H de la place de la gare à la place du Maréchal-Leclerc. 
La ligne est supprimée le 31 juillet 1964 et remplacée par une nouvelle ligne d'autobus sous l'indice 1.